# Ballet à ski
Le ballet à ski ou ski ballet ou acroski est une discipline du ski acrobatique pratiquée dans les années 1970 à 1990 et qui consiste en un ballet exécuté sur des skis, similaire dans la gestuelle au patinage artistique. Les skieurs réalisent des pirouettes, des sauts et autres figures au cours d'une prestation d'une durée de 90 secondes, chorégraphiée, avec un fond musical. Il est sport de démonstration à l'occasion des Jeux olympiques d'hiver de 1988 et de 1992.

## Histoire
Apparu dans le courant des années 1970 aux États-Unis, le ski de ballet s'est progressivement structuré au fil des années, mais a connu une brève carrière, faute de soutien par les plus hautes sphères de l'olympisme. Même si ce sport marque le début du ski acrobatique, il ne connaît pas le succès des deux autres disciplines historiques, le ski de bosses et le saut acrobatique.
En 1980, la Fédération internationale de ski créé sa Coupe du monde de ski acrobatique, une compétition amateur se déroulant en Amérique du Nord et en Europe. Jusque-là, des ligues professionnelles et des exhibitions ponctuelles et rémunérées composaient le paysage du ski acrobatique, avec une compétition ayant pris le nom de coupe du monde en 1978 et 1979,. La saison est articulée autour de quatre étapes (dont la première aux Monts Pocono qui est doublée) : deux aux États-Unis et deux en Europe, et se déroule du 7 janvier au 30 mars 1980. Pour chacune d'entre elles, pour les femmes comme pour les hommes, il y a trois épreuves et quatre podiums : le saut acrobatique, le ski de bosses, le ballet et le combiné qui est la combinaison des résultats de l'ensemble des disciplines. Le ballet à ski, comme dans les autres épreuves, est dominé par les nations nord-américaines avec, chez les hommes, Bob Howard, Frank Beddor et Ian Edmondson et, chez les femmes, Jan Bucher, avant que le continent européen réagisse avec l'Allemagne Hermann Reitberger, Richard Schabl, Ernst Garhammer, Jutta Poellein, la France avec Éric Laboureix et Christine Rossi, et la Suisse avec Conny Kissling. Les épreuves se tiennent en Amérique du Nord et en Europe durant les années 1980 (Monts Pocono, Oberjoch, Tignes, Courchevel, Whistler, Laax, Mont Sainte-Anne, Livigno ou Sälen).
En 1986, la Fédération internationale de ski organise la première édition des championnats du monde de ski acrobatique et artistique à Tignes, avec la même formule, à savoir trois épreuves et quatre podiums : le saut acrobatique, le ski de bosses, le ballet et le combiné. Le premier titre mondial de ballet masculin revient à Richard Shabl et, chez les femmes, à Jan Bucher. Ces trois disciplines sont retenues comme sports de démonstration dans l'optique des Jeux olympiques d'hiver de 1988.
Le ballet à ski intègre ainsi en tant que sport de démonstration le programme olympique en 1988 à Calgary sur le site du parc national olympique du Canada. Le ski acrobatique y effectue son entrée avec deux autres disciplines acrobatiques : le ski de bosses et le saut acrobatique. Le titre masculin revient à l'Allemand Hermann Reitberger et le titre féminin à la Française Christine Rossi. À l'issue de ces olympiades, le Comité international olympique, par l'intermédiaire de son président Juan Antonio Samaranch, n'est toutefois pas convaincu de la pertinence et de la pérennité du ballet dans le programme olympique et déclare que « l'aspect réellement sportif sera très important dans notre choix. C'est ainsi qu'en ski acrobatique, les bosses et le saut semblent très bien placés alors que nous avons un doute sur le ballet ».
En 1992, la France accueille les Jeux olympiques d'hiver à Albertville. Sa meilleure représentante en ballet à ski, Christine Rossi, forte de son titre olympique obtenu en 1988, mais désormais retirée de la compétition et son père Marcel Rossi (président de la commission de ski acrobatique au sein de la Fédération française de ski) militent pour maintenir le ballet à ski à cette édition. Une seconde chance est alors donnée au ballet, toujours en tant que sport de démonstration, aux côtés du saut acrobatique, du curling et du ski de vitesse. Les épreuves olympiques de 1992 se déroulent dans la station de sports d'hiver de Tignes avec la victoire du Français Fabrice Becker chez les hommes devant près de 6 800 spectateurs et de la Suissesse Conny Kissling chez les femmes, mais la discipline se révèle « mièvre » comparée à d'autres disciplines, selon certains journalistes de la presse écrite.
Ces ultimes tentatives pour maintenir cette discipline au programme olympique sont vaines puisqu'en  1994 à Lillehammer, celle-ci n'est en effet plus programmée. Juan Antonio Samaranch avait annoncé le 17 février 1992 lors d'un déjeuner de presse la désinscription du ballet du programme olympique. La discipline perd petit à petit de son intérêt avec la Coupe du monde maintenue jusqu'en 1998 et des championnats du monde jusqu'en 1999 avant l'arrêt définitif des compétitions internationales. Par ailleurs, la Fédération internationale de ski accorde désormais davantage d'importance à la danse, au détriment de l'aspect acrobatique et lui imprime une mauvaise direction qui lui est fatale. Enfin, des costumes de plus en plus extravagants ont définitivement raison de l'image de ce sport.

## Les skieurs et la discipline

### Caractéristiques techniques
Inscrit dans la genèse du ski acrobatique, le ballet à ski s'inspire du patinage artistique et de la gymnastique. Le skieur exécute une chorégraphie de 90 secondes sur un thème musical qu'il sélectionne sur un parcours de ski de 30 mètres de largeur, de 200 mètres de longueur et une pente de 11 à 16 degrés. La chrorégraphie comporte des croisements de skis, des sauts, des pirouettes, des saltos et des flips. Il y eut une variante éphémère au cours des années 1980 mettant en scène le couple en concours de ballet à ski.
La prestation du skieur est soumise à des notations de juges qui déterminent le résultat de la même manière qu'en patinage artistique.

### Skieurs emblématiques
Le palmarès olympique des championnats du monde et de la Coupe du monde est présenté ci-dessous, et permet de distinguer les skieurs emblématiques de cette discipline sur la période 1980-1999 bien que la discipline soit tombée dans l'oubli. Il n'existe pas de temple de la renommée ou de liste de skieurs établie par un organisme, toutefois les plus grands noms du ballet à ski sont présents dans le palmarès.
Chez les hommes, l'Allemand Hermann Reitberger a remporté un titre olympique en 1988, deux titres mondiaux en 1986 et 1989, et cinq classements généraux de Coupe du monde entre 1985 et 1989, le Français Fabrice Becker a remporté un titre olympique en 1992, deux titres mondiaux en 1993 et 1997, et trois classements généraux de Coupe du monde en 1994, 1997 et 1998, enfin le Norvégien Rune Kristiansen détient deux médailles olympiques, un titre mondial en 1995, et quatre classements généraux de Coupe du monde en 1991, 1992, 1993 et 1996.
Chez les femmes, l'Américaine Jan Bucher détient une médaille olympique en 1988, deux titres mondiaux en 1986 et 1989, et sept classements généraux entre sa création en 1980 et 1989, la Française Christine Rossi détient un titre olympique en 1988, un podium aux Mondiaux et trois classements généraux en 1985, 1987 et 1988, la Suissesse Conny Kissling détient un titre olympique en 1992, un podium aux Mondiaux et trois classements généraux de Coupe du monde entre 1990 et 1992, enfin l'Américaine Ellen Breen et les Russes Elena Batalova, Oksana Kushenko dominent la discipline à partir de 1993
Les États-Unis possèdent quant à eux un temple de la renommée où sont présentes Suzy Chaffee, pionnière du ballet à ski dans les années 1970, et Jan Bucher qui fut la meilleure skieuse de ballet à ski dans les années 1980.

## Compétitions
Une fois la discipline dans le giron de la Fédération internationale de ski, cette dernière organise la Coupe du monde à partir de 1980 sur le continent nord-américain et européen, puis les championnats du monde à partir de 1986. Elle parvient à introduire en tant que sport de démonstration le ballet à ski au programme olympique dans les éditions de 1988 et 1992. Sa faible audience entraîne son retrait des Jeux olympiques en 1994 et la fin des compétitions organisées par la FIS à la fin des années 1990.

### Hommes

#### Palmarès olympique
Le ballet à ski a été présent à deux éditions des Jeux olympiques d'hiver  en tant que sport de démonstration.
| Édition | Or                       | Argent                 | Bronze                 |
| ------- | ------------------------ | ---------------------- | ---------------------- |
| 1988    | Hermann Reitberger (FRG) | Lane Spina (USA)       | Rune Kristiansen (NOR) |
| 1992    | Fabrice Becker (FRA)     | Rune Kristiansen (NOR) | Lane Spina (USA)       |

#### Palmarès aux Championnats du monde
| Édition | Or                 | Argent           | Bronze            |
| ------- | ------------------ | ---------------- | ----------------- |
| 1986    | Hermann Reitberger | Lane Spina       | Georg Fürmeier    |
| 1989    | Hermann Reitberger | Lane Spina       | Dave Walker       |
| 1991    | Lane Spina         | Roberto Franco   | Dave Walker       |
| 1993    | Fabrice Becker     | Rune Kristiansen | Lane Spina        |
| 1995    | Rune Kristiansen   | Fabrice Becker   | Heini Baumgartner |
| 1997    | Fabrice Becker     | Ian Edmondson    | Heini Baumgartner |
| 1999    | Ian Edmondson      | Mika McDonald    | Heini Baumgartner |

#### Palmarès au classement de ballet à ski en Coupe du monde
| Édition | Or                 | Argent             | Bronze             |
| ------- | ------------------ | ------------------ | ------------------ |
| 1980    | Bob Howard         | Ernst Garhammer    | Lance Lana         |
| 1981    | Bob Howard         | Frank Beddor       | Richard Schabl     |
| 1982    | Ian Edmondson      | Hermann Reitberger | Ernst Garhammer    |
| 1983    | Richard Schabl     | Hermann Reitberger | Ernst Garhammer    |
| 1984    | Richard Schabl     | Hermann Reitberger | Lane Spina         |
| 1985    | Hermann Reitberger | Richard Schabl     | Éric Laboureix     |
| 1986    | Hermann Reitberger | Lane Spina         | Georg Fuermeier    |
| 1987    | Hermann Reitberger | Lane Spina         | Dave Walker        |
| 1988    | Hermann Reitberger | Lane Spina         | Rune Kristiansen   |
| 1989    | Hermann Reitberger | Lane Spina         | Rune Kristiansen   |
| 1990    | Roberto Franco     | Rune Kristiansen   | Hermann Reitberger |
| 1991    | Rune Kristiansen   | Lane Spina         | Dave Walker        |
| 1992    | Rune Kristiansen   | Fabrice Becker     | Lane Spina         |
| 1993    | Rune Kristiansen   | Fabrice Becker     | Heini Baumgartner  |
| 1994    | Fabrice Becker     | Heini Baumgartner  | Rune Kristiansen   |
| 1995    | Rune Kristiansen   | Fabrice Becker     | Heini Baumgartner  |
| 1996    | Heini Baumgartner  | Rune Kristiansen   | Ian Edmondson      |
| 1997    | Fabrice Becker     | Heini Baumgartner  | Ian Edmondson      |
| 1998    | Fabrice Becker     | Ian Edmondson      | Heini Baumgartner  |

### Femmes

#### Palmarès olympique
Le ballet à ski a été présent à deux éditions des Jeux olympiques d'hiver  en tant que sport de démonstration.
| Édition | Or                    | Argent             | Bronze               |
| ------- | --------------------- | ------------------ | -------------------- |
| 1988    | Christine Rossi (FRA) | Jan Bucher (USA)   | Conny Kissling (SUI) |
| 1992    | Conny Kissling (SUI)  | Cathy Féchoz (FRA) | Sharon Petzold (USA) |

#### Palmarès aux Championnats du monde
| Édition | Or                   | Argent          | Bronze           |
| ------- | -------------------- | --------------- | ---------------- |
| 1986    | Jan Bucher           | Christine Rossi | Lucie Barma      |
| 1989    | Jan Bucher           | Conny Kissling  | Lucie Barma      |
| 1991    | Ellen Breen          | Jan Bucher      | Cathy Féchoz     |
| 1993    | Ellen Breen          | Sharon Petzold  | Cathy Féchoz     |
| 1995    | Elena Batalova       | Ellen Breen     | Annika Johansson |
| 1997    | Oksana Kushenko      | Aasa Magnusson  | Annika Johansson |
| 1999    | Natalia Razumovskaya | Oksana Kushenko | Annika Johansson |

#### Palmarès au classement de ballet à ski en Coupe du monde
| Édition | Or              | Argent           | Bronze               |
| ------- | --------------- | ---------------- | -------------------- |
| 1980    | Jan Bucher      | Christine Rossi  | Jutta Poellein       |
| 1981    | Jan Bucher      | Christine Rossi  | Monika Fuegmann      |
| 1982    | Jan Bucher      | Christine Rossi  | Conny Kissling       |
| 1983    | Jan Bucher      | Christine Rossi  | Conny Kissling       |
| 1984    | Jan Bucher      | Christine Rossi  | Conny Kissling       |
| 1985    | Christine Rossi | Jan Bucher       | Conny Kissling       |
| 1986    | Jan Bucher      | Christine Rossi  | Lucie Barma          |
| 1987    | Christine Rossi | Jan Bucher       | Conny Kissling       |
| 1988    | Christine Rossi | Jan Bucher       | Conny Kissling       |
| 1989    | Jan Bucher      | Conny Kissling   | Lucie Barma          |
| 1990    | Conny Kissling  | Monika Kamber    | Aasa Magnusson       |
| 1991    | Conny Kissling  | Jan Bucher       | Ellen Breen          |
| 1992    | Conny Kissling  | Sharon Petzold   | Cathy Fechoz         |
| 1993    | Ellen Breen     | Sharon Petzold   | Annika Johansson     |
| 1994    | Ellen Breen     | Oksana Kushenko  | Cathy Fechoz         |
| 1995    | Ellen Breen     | Oksana Kushenko  | Cathy Fechoz         |
| 1996    | Elena Batalova  | Annika Johansson | Oksana Kushenko      |
| 1997    | Elena Batalova  | Oksana Kushenko  | Annika Johansson     |
| 1998    | Elena Batalova  | Oksana Kushenko  | Natalia Razumovskaya |